# Col de la Croix (Jura)
Pour les articles homonymes, voir Col de la Croix.
 (août 2011).
Si vous disposez d'ouvrages ou d'articles de référence ou si vous connaissez des sites web de qualité traitant du thème abordé ici, merci de compléter l'article en donnant les références utiles à sa vérifiabilité et en les liant à la section « Notes et références ».
Le col de la Croix est un col de Suisse situé dans le canton du Jura. Il fait partie de la route cantonale secondaire 1513 qui relie Saint-Ursanne à Porrentruy via Courtemautruy. Il y circule une centaine de véhicules par jour en moyenne.

## Géographie
Situé à 789 mètres d'altitude, il permet de relier Saint-Ursanne à Courgenay. La distance entre les deux localités est de 8 kilomètres et c'est l'un des cols les plus raides du canton.

## Histoire
Le col de la Croix et le col des Rangiers étaient le seul moyen de relier l'Ajoie au Clos du Doubs jusqu'à la construction de l'autoroute Transjurane A16.

## Cyclisme
Le col de la Croix est apprécié des cyclistes.
Il a été franchi pour la première fois par les coureurs du Tour de France lors de la 8e étape de l'édition 2012, le 8 juillet. Il était classé en 1re catégorie. C'est le Français Thibaut Pinot qui est passé en tête, avant de remporter l'étape.